# نارنج کلایه
نارنج کلایه، روستایی از توابع بخش مرکزی شهرستان لاهیجان در استان گیلان ایران است.
گفته شده زمانی که برای ثبت این روستا آمده اند اهالی روستا برای پذیرایی از مامورین دولتی، برایشان نارنج می‌آورند (به عنوان میوه)، همین امر باعث پرس و جوی مامورین شده و وقتی متوجه می‌شوند که درخت نارنج در روستا و حوالی آن بسیار زیاد است، اسم نارنج‌کلایه یا نارنج‌کله را انتخاب می‌کنند. در گیلکی پسوند کله به معنی وفور یک چیز در یک مکان می‌باشد.

## جمعیت
این روستا در دهستان لیل قرار دارد و براساس سرشماری مرکز آمار ایران در سال ۱۳۹۰، جمعیت آن ۴۰۰ نفر (۹۵خانوار) بوده‌است.